# Rhodobacterales
Ordre
Les Rhodobacterales sont un ordre d’Alphaproteobacteria,.
Les agents de transfert de gènes sont des éléments de type viral, produits par les Rhodobacterales, qui transfèrent l'ADN et peuvent être un facteur important dans leur évolution.

## Liste des familles
Selon BioLib (26 novembre 2021) :
- famille des Hyphomonadaceae K.B. Lee & al., 2005
- famille des Rhodobacteraceae Garrity, Bell & Lilburb, 2006

Selon ITIS (26 novembre 2021) :
- famille des Rhodobacteraceae Garrity & al., 2006

Selon NCBI (26 novembre 2021) :
- famille des Neomegalonemataceae Hördt & al. 2020
- famille des Rhodobacteraceae Garrity & al. 2006
- famille des Roseobacteraceae "" Liang & al. 2021

Selon World Register of Marine Species (26 novembre 2021) :
- famille des Hyphomonadaceae
- famille des Phyllobacteriaceae
- famille des Rhodobacteraceae
- Rhodobacterales incertae sedis